# Magdeburg Challenger 2002
Il Magdeburg Challenger 2002 è stato un torneo di tennis facente parte della categoria ATP Challenger Series nell'ambito dell'ATP Challenger Series 2002. Il torneo si è giocato a Magdeburgo in Germania dal 4 al 10 marzo 2002 su campi in sintetico indoor.

## Vincitori

### Singolare
Dick Norman ha battuto in finale  Axel Pretzsch con il punteggio di 7–6(6), 3–6, 6–4

### Doppio
Franz Stauder /  Orest Tereščuk hanno battuto in finale  Dick Norman /  Djalmar Sistermans con il punteggio di 6–4, 6–3